# Gmina Wizna

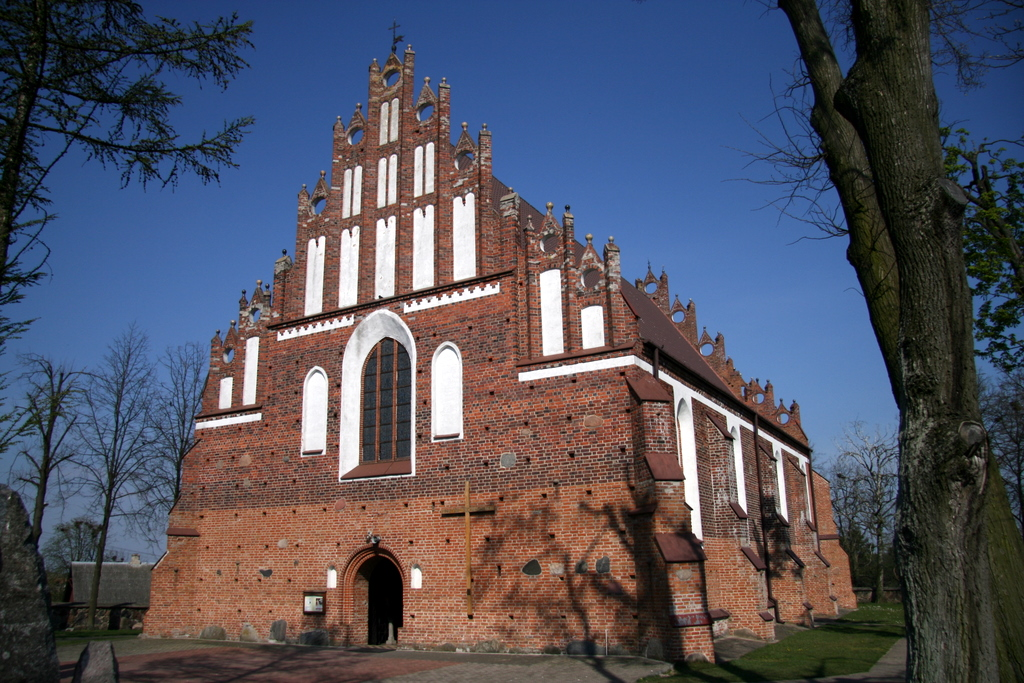
Johanneskirche

Die Gmina Wizna (litauisch Viznos valsčius) ist eine Landgemeinde im Powiat Łomżyński der Woiwodschaft Podlachien in Polen.

## Gliederung
Zur Landgemeinde Wizna gehören 23 Ortschaften mit einem Schulzenamt:
- Boguszki
- Bronowo
- Janczewo
- Jarnuty
- Kokoszki
- Kramkowo
- Łęg
- Małachowo
- Męczki
- Mrówki
- Nart
- Nieławice
- Niwkowo
- Nowe Bożejewo
- Ruś
- Rutki
- Rutkowskie
- Sambory
- Sieburczyn
- Srebrowo
- Stare Bożejewo
- Sulin Strumiłowo
- Wierciszewo
- Witkowo
- Wizna I & II (zwei Schulzenämter)
- Włochówka
- Zanklewo

Weitere Orte der Gemeinde sind Lisno, Podkosacze und Rusiniec.